# Singrist
Singrist är en kommun i departementet Bas-Rhin i regionen Grand Est (tidigare regionen Alsace) i nordöstra Frankrike. Kommunen ligger i kantonen Marmoutier som tillhör arrondissementet Saverne. År 2018 hade Singrist 457 invånare.

## Befolkningsutveckling
Antalet invånare i kommunen Singrist
| Referens: INSEE |